# Parco (distrito)
Parco é um distrito da província de Jauja, localizado do Departamento de Junín, Peru.

## Transporte
O distrito de Parco não é servido pelo sistema de estradas terrestres do Peru.